# Walter Zandanell
Walter Zandanell (* 28. September 1958 in Salzburg) war ein österreichischer Jurist und Banker. Er war unter anderem Generaldirektor der Volksbank Salzburg und von 2003 bis 2009 Aufsichtsratspräsident der Österreichischen Volksbanken-Aktiengesellschaft (ÖVAG).

## Leben
Zandanell ist promovierter Jurist und trat 1982 in die Volksbank Salzburg ein. 1984 kam er dort in die Auslandsabteilung und übernahm 1986 deren Leitung. 1992 wurde er Leiter eines Direktionsbereichs mit den Abteilungen Betriebsinformatik, Organisation, Immobilien, Inlandszahlungsverkehr, Ausland und Wertpapiere. 1996 wurde er Vorstandsmitglied und Geschäftsleiter und war von 1999 bis zu seinem Ruhestand 2018 Generaldirektor und Vorstandsvorsitzender der Volksbank Salzburg. 
Ende 2003 folgte Zandanell Franz Pinkl als Aufsichtsratspräsident der ÖVAG nach, der zu diesem Zeitpunkt in den Vorstand des Volksbanken-Spitzeninstituts wechselte. Zandanell übte in dieser Zeit zahlreiche wesentliche Funktionen im Volksbank-Verbund aus. Er war u. a. Vizepräsident des Österreichischen Genossenschaftsverbandes (ÖGV) und Aufsichtsratsmitglied der Raiffeisen Zentralbank Österreich (RZB).
Seit 2018 ist Walter Zandanell als Gerichtssachverständiger für das Bank- und Kreditwesen bestellt.
Walter Zandanell ist verheiratet und hat vier Kinder. 

## Ehrungen
- „Goldenes Ehrenzeichen am Rot-Weiß-Roten Band“ der Salzburger Pfadfinder und Pfadfinderinnen für seine Unterstützung der pfadfinderischen, ehrenamtlichen Jugendarbeit (2018)[2]
- Großes Verdienstzeichen des Landes Salzburg (2019)[3]